# Конк (кантон)
Конк (фр. Conques) — кантон во Франции, находится в регионе Юг — Пиренеи, департамент Аверон. Входит в состав округа Родез.
Код INSEE кантона — 1208. Всего в кантон Конк входят 6 коммун, из них главной коммуной является Конк.

## Коммуны кантона
| Коммуна               | Население, чел. (2006) | Почтовый индекс | Код INSEE |
| --------------------- | ---------------------- | --------------- | --------- |
| Гран-Вабр             | 424                    | 12320           | 12114     |
| Конк                  | 302                    | 12320           | 12076     |
| Ноэльяк               | 193                    | 12320           | 12173     |
| Сенерг                | 545                    | 12320           | 12268     |
| Сен-Сиприен-сюр-Дурду | 766                    | 12320           | 12218     |
| Сен-Фели-де-Люнель    | 401                    | 12320           | 12221     |

## Население
Население кантона на 2006 год составляло 2 560 человек.
| 1962  | 1968  | 1975  | 1982  | 1990  | 1999  | 2006  | 2007 |
| ----- | ----- | ----- | ----- | ----- | ----- | ----- | ---- |
| 3 296 | 3 654 | 3 314 | 3 209 | 2 862 | 2 631 | 2 560 | —    |